# Black (roman)
Pour les articles homonymes, voir Black.
Black est un roman d'Alexandre Dumas, publié en 1858.

## Résumé
L’histoire débute en 1842 lorsque le chevalier de la Graverie est suivi par un chien à qui il a donné quelques morceaux de sucre. Depuis des années et la mort de son ami le capitaine Dusmenil, il ne veut plus s’attacher et habite seul avec sa cuisinière acariâtre.
Arrivé devant chez lui, il chasse le chien mais l’entend ensuite toute la nuit. Il finit par penser que son ami Dusmenil pourrait s’être réincarné dans ce chien et n’a plus qu’une obsession, retrouver ce chien. Il finit par le retrouver trois semaines plus tard, accompagnant une jeune couturière. Il a entendu dans un bar deux officiers discutant entre eux, l’un d'eux essayant sans succès de courtiser la jeune fille depuis des semaines mais le chien protégeait sans cesse sa maîtresse. Il entend son ami lui proposer d’empoisonner le chien et c’est ainsi qu’il les suit, les empêche de faire du mal au chien et repart avec lui. Il ne se soucie pas plus de la jeune fille, mais lui envoie néanmoins une forte somme d’argent pour lui payer le chien, qu’il est de plus en plus convaincu d’être son ami réincarné.
Six mois plus tard, le chien s’enfuit et, en le suivant, il découvre la jeune fille qui possédait le chien. Elle est à l’article de la mort sur son grabat et, qui plus est, enceinte.
Il la fait alors transporter chez elle pour la faire soigner et, lorsqu’elle est à peu près remise, elle peut lui raconter son histoire. Depuis quelque temps, elle avait trouvé ce chien qui s’était attaché à elle et qui la protégeait. Lorsqu’il a disparu, volé par le chevalier, sa vie a basculé car l’officier en a profité pour abuser d’elle.
De sa naissance, elle ne peut rien dire, si ce n’est que très jeune elle avait l’impression de ne pas vivre dans la misère. Le chevalier qui a vu un médaillon renfermant une photo de sa femme pense que c’est la fille illégitime de sa femme et de son ami Dusmenil. Il en obtient la preuve en interrogeant son frère. Ce dernier, qui espère hériter de la fortune du chevalier, s’est empressé, lorsqu’il a abandonné sa femme infidèle, de l’obliger à abandonner l’enfant et à la faire passer pour morte.
Le chevalier, qui n’a plus de rancœur contre sa femme infidèle et aime la jeune fille comme sa fille, décide de tout faire pour la faire reconnaitre comme son enfant.
Pour lui rendre son honneur, il essaie de convaincre l’officier qui l’a mise enceinte de l’épouser, mais sans succès. Il le provoque alors en duel, lui qui ne s’est jamais battu et le tue. Néanmoins l’homme a eu des remords et, avant le duel, il avait dit à son frère que, quelle qu'en soit l’issue, il voulait épouser la jeune fille et c’est ainsi que, sur son lit de mort, il l’épouse, légitimant ainsi l’enfant.